# El Granizo
El Granizo är en ort i Mexiko.   Den ligger i kommunen Guadalupe y Calvo och delstaten Chihuahua, i den centrala delen av landet, 1 100 km nordväst om huvudstaden Mexico City. El Granizo ligger 2 285 meter över havet och antalet invånare är 210.
Terrängen runt El Granizo är huvudsakligen lite kuperad. El Granizo ligger nere i en dal. Runt El Granizo är det mycket glesbefolkat, med 6 invånare per kvadratkilometer. Närmaste större samhälle är Aserradero las Delicias, 10,9 km söder om El Granizo. I omgivningarna runt El Granizo växer huvudsakligen savannskog.